# Fritz Schulz
Pour les articles homonymes, voir Fritz Schulz (homonymie) et Schulz.
Fritz Schulz, né le 16 juin 1879 à Bunzlau (Province de Silésie), et mort le 12 novembre 1957 à Oxford, est un juriste allemand puis britannique, historien du droit romain.

## Avant et après 1914-18
Né d'un père protestant et d'une mère juive convertie par la suite, Fritz Schulz a étudié à Berlin et à l'université de Breslau (maintenant Wroclaw), où il obtint en 1905 le titre de docteur en droit. La même année, il passe son habilitation à l'université de Fribourg-en-Brisgau. Il est nommé professeur à l'université d'Innsbruck, en Autriche, en 1910. De là, il eut des postes à Kiel (1912), Göttingen (1916) puis Bonn (1923). Il soutient alors le Parti démocrate allemand (centre-gauche).

## Sous le nazisme
En 1931, il obtient un poste à Berlin, considéré comme sommet d'une carrière universitaire. Mais trois ans plus tard, avec la montée du nazisme, il est contraint de démissionner et d'accepter un poste, jugé inférieur, à l'université de Francfort. Puis, en 1935, il est mis à la retraite d'office. Il émigre en 1939, d'abord vers les Pays-Bas puis à Oxford.

## Après guerre
En 1947, Schulz se fait naturaliser britannique. Il ne rentre en RFA que pour des conférences, mais obtient le titre de docteur honoris causa[Quoi ?] de l'université de Francfort en 1949, de Bonn en 1951 et est nommé l'année suivante membre de l'Académie des Lyncéens de Rome.

## Œuvres
Ses travaux sur le droit romain, qui demeurent des classiques, sont aussi, du moins pour certains d'entre eux (dont en particulier ses Principes sur le droit romain, issus de ses cours et publiés en 1934, traduits dès 1936 en anglais), des critiques implicites du droit nazi.
- Sabinus-Fragmente in Ulpians Sabinus-Commentar (Halle: M. Niemeyer, 1906)
- System der Rechte auf den Eingriffserwerb in: Archiv für die civilistische Praxis, vol. 105 (1909)
- Einführung in das Studium der Digesten (Tübingen: Verlag von J. C. B. Mohr (Paul Siebeck), 1916)
- Die epitome Ulpiani des Codex vaticanus reginæ 1128, publié par F. Schulz (Bonn: A. Marcus und E. Weber, 1926)
- Prinzipien des Römischen Rechts, Vorlesungen gehalten an der Universität Berlin von Fritz Schulz (München - Leipzig: Verlag Duncker & Humblot, 1934)
- History of Roman Legal Science (Oxford: Clarendon Press, 1946)
- Classical Roman Law (Oxford: Clarendon Press, 1951, 1954 rééd.)
- Geschichte der römischen Rechtswissenschaft (Weimar: H. Böhlaus Nachfolger, 1961)
- Thomae Diplovatatii Liber de claris iuris consultis. Pars posterior, curantibus F. Schulz, H. Kantorowicz, G. Rabotti (Bononiae: Institutum Gratianum, 1968)

## Sources secondaires
- Wolfgang Ernst (de), « Fritz Schulz (1879–1957) », in: Jack Beatson ; Reinhard Zimmermann (de), Jurists Uprooted: German-speaking Émigré Lawyers in Twentieth-century Britain, New York : Oxford University Press, 2004, p. 105–203.  (ISBN 0-19-927058-9).
- (de) Wolfgang Ernst, « Schulz, Fritz Heinrich », dans Neue Deutsche Biographie (NDB), vol. 23, Berlin, Duncker & Humblot, 2007, p. 714–715 (original numérisé).
- Hermann Niedermeyer, Werner Flume (de): Festschrift Fritz Schulz. 2 Bde., Weimar 1951.
- Werner Flume, Fritz Schulz †. In: Zeitschrift der Savigny-Stiftung für Rechtsgeschichte, Romanistische Abteilung. Band LXXV (1958), S. 496–507.
- Fritz Schulz, in: Horst Göppinger (de): Juristen jüdischer Abstammung im „Dritten Reich“. 2. Auflage. München : Beck, 1990  (ISBN 3-406-33902-6), S. 316